# Барнінець Григорій Володимирович
Григорій Володимирович Барнінець (нар. 23 січня 1987, с. Юрківка, Запорізький район, Запорізька область — пом. 29 липня 2022, селище Оленівка, Донецької області) — український військовослужбовець, сержант Окремого загону спеціального призначення «Азов» Національної гвардії України, учасник російсько-української війни, який відзначився під час відбиття російського вторгнення в Україну і загинув у полоні внаслідок терористичного акту, вчиненого в ніч проти 29 липня 2022 року російськими окупаційними військами на території колишньої Волноваської виправної колонії № 120. Кавалер ордена «За мужність» ІІІ ступеня (2023 р., посмертно).

## Життєпис
Народився 23 січня 1987 року у селі Юрківці Оріхівського (нині – Запорізького) району Запорізької області. 
Закінчив Юрківську загальноосвітню школу І-ІІІ ступенів, потому здобув фах газозварювальника у державному навчальному закладі «Оріхівський професійний ліцей». 
Рідні згадують про нього так: «Надійний, з ним ти у безпеці завжди. Той кому, ти дзвониш у ночі, а він ніби і не спить, чекає поки набереш. Він умів слухати та чути. Надійний друг та товариш. Люблячий чоловік та батько. Чудовий син і молодший брат. Сміливий дядько, людина-приклад, завжди давав слушні поради…». 
2005 року проходив строкову військову службу у м. Новограді-Волинському, що на Житомирщині. 
2015 року Григорій був призваний на військову службу за мобілізацією до лав Національної гвардії України, 2016 року він підписав контракт про проходження військової служби у 9-му полку оперативного призначення НГУ (більш відомому як «Гепард», нині – 15-та бригада оперативного призначення «Кара-Даг» імені Героя України лейтенанта Богдана Завади). 
9 грудня 2020 році Григорій перевівся до лав ОЗСП «Азов». На момент початку повномасштабної російської агресії обіймав посаду водія відділення управління. 
Разом із дружиною Григорій виховував сина. Любив класичну музику – вважав, що «вона врівноважує», тому і мав позивний «Шуберт». Він з тих, хто не вихвалявся своїми досягненнями, не бив себе у груди, не кричав «я на нулі», а тихо виконував бойові завдання. Дуже любив тварин, одного разу з району АТО привіз додому кота, назвавши його «Терорист». 
З 24 лютого 2022 року Григорій брав участь у боях за Маріуполь і героїчній оборони території металургійного комбінату «Азовсталь». «Шуберт» запам’ятався багатьом тим, що був одним із небагатьох, хто безстрашно виходив, під ворожим вогнем, щоб знайти хоч трохи їжі, щоб якось нагодувати побратимів та цивільних. Востаннє він зателефонував рідним 1 травня, запевнивши їх: «Не хвилюйтесь, довгий час не буде зв’язку, зі мною 100% буде все добре!!!»…
20 травня 2022 року за наказом вищого військового керівництва заради збереження життя людей Григорій вийшов з побратимами з «Азовсталі» та потрапив у так званий «полон за домовленістю». Утримувався на території колишньої Волноваської виправної колонії № 120 в окупованому селищі Молодіжному, що неподалік колишнього адміністративного центру селищної ради Оленівки колишнього Волноваського (нині – Кальміуського) району Донецької області, де окупанти утворили фільтраційну в’язницю. 
У ніч на 29 липня 2022 року прийняв мученицьку смерть у полоні внаслідок масового вбивства військовополонених, влаштованого окупантами у колонії в Оленівці.
4 червня 2023 року сержант Барнінець похований із військовими почестями на запорізькому цвинтарі Святого Миколая. 

## Нагороди
- Відзнака Президента України «За участь в антитерористичній операції» (14 лютого 2016 р.);
- Грамота за сумлінне виконання бойових задач і стримування російської збройної агресії у Донецькій та Луганській областях (30 грудня 2018 р.);
- Орден «За мужність» ІІІ ступеня (3 листопада 2023 р., посмертно)  – за особисту мужність і самовідданість, виявлені у захисті державного суверенітету та територіальної цілісності України, сумлінне та бездоганне служіння Українському народові[3].